# 威爾斯親王威廉
威爾斯親王威廉（英語：William, Prince of Wales；1982年6月21日—），全名為威廉·亞瑟·菲利普·路易（英語：William Arthur Philip Louis），現任英國王儲，為查理斯三世與威爾斯王妃戴安娜的長子。
威廉在其祖母伊利沙伯二世在位期間出生。他曾先後就讀於韋瑟比學校、拉德格羅夫學校和伊頓公學，後在聖安德魯斯大學獲得地理學碩士學位，並在此結識了未來的妻子凱瑟琳·密道頓。兩人育有三名子女：喬治、夏洛特和路易。大學畢業後，威廉先於桑赫斯特皇家军事学院受訓，之後加入皇家藍色騎兵團服役。2008年，他從克蘭威爾皇家空軍學院畢業，並於2009年初加入英國皇家空軍搜救部隊。2015年7月起，他全職擔任東英吉利空中救護隊飛行員，為期兩年。
威廉代表君主履行官方職責與活動。他是多個慈善及軍事組織的贊助人，包括象牙信托基金會、中心點、The Passage、威爾斯空中救護隊和倫敦空中救護。他通過皇家基金會開展項目，慈善工作圍繞心理健康、生態保護、無家可歸問題和緊急救援人員等。2020年，威廉發起為地球奮鬥獎，耗資5000萬英鎊，旨在未來十年內激勵環境解決方案。
威廉在2011年4月大婚前夕獲封劍橋公爵。2022年9月8日其父繼位後，他隨即成為康沃爾公爵和羅撒西公爵，並於次日受封威爾斯親王。

## 早年生活
1982年6月21日，威廉於英國夏令時間21時03分出生於倫敦聖瑪麗醫院，是查理斯三世（時為威爾斯親王查理斯）與其首任妻子威爾斯王妃戴安娜的長子，當時其祖母伊利沙伯二世在位。白金漢宮於6月28日公布其全名為威廉·亞瑟·菲利普·路易斯（William Arthur Philip Louis）。威廉於8月4日在白金漢宮的音樂廳由時任坎特伯雷大主教羅伯特·倫西施洗，當日恰逢其曾祖母伊利沙伯皇太后的82歲生日。

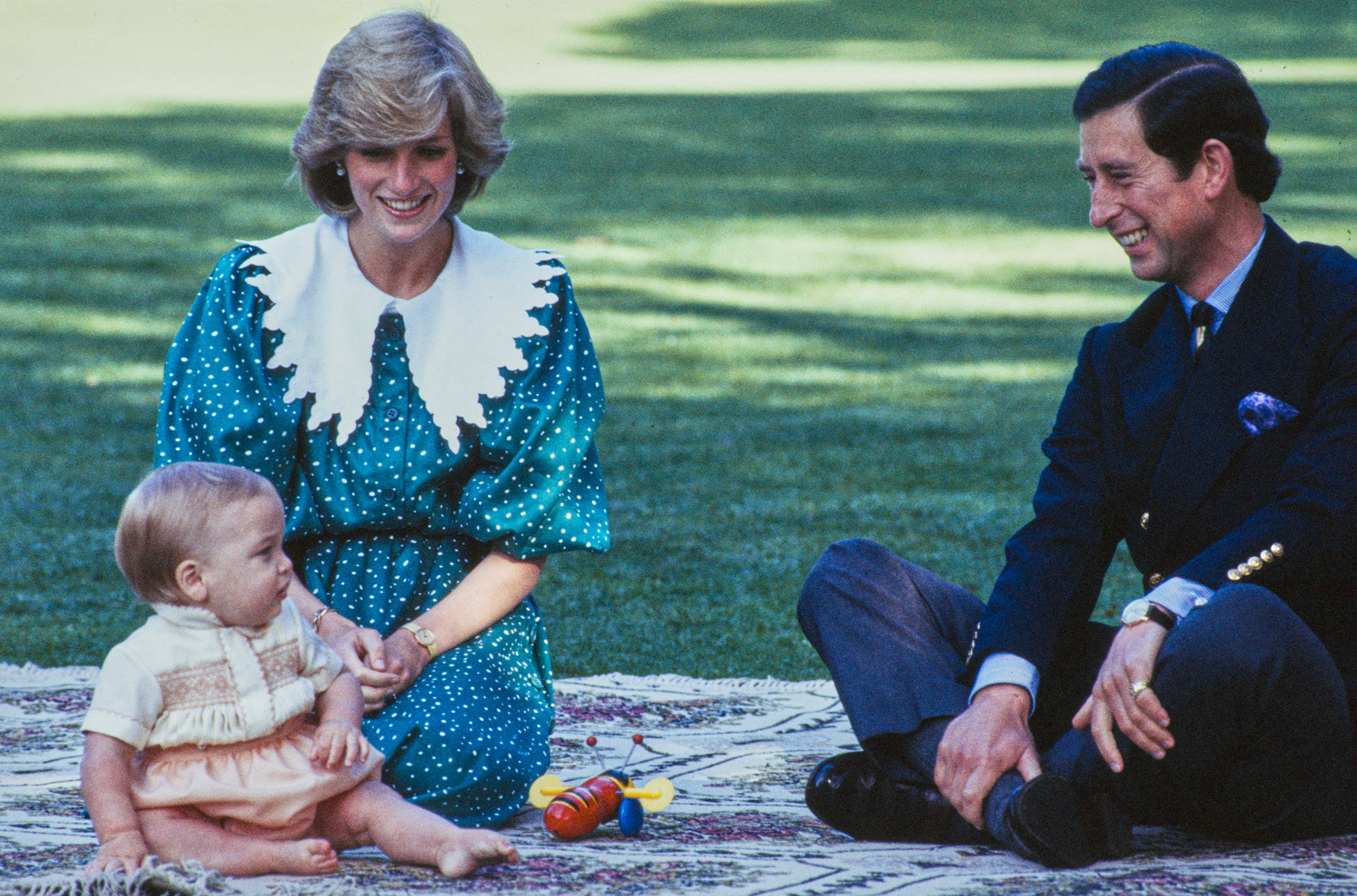
1983年紐西蘭巡訪期間，威廉與父母在奧克蘭玩嗡嗡蜂玩具。

威廉是自1905年7月喬治親王與瑪麗公主（後為喬治五世與瑪麗王后）誕下約翰王子後，首位由威爾斯親王與威爾斯王妃所生的子嗣。九個月大時，威廉隨父母出訪澳洲與紐西蘭，是他首次海外之行。此行亦為英國王室首次攜嬰幼兒出訪。威廉與父母在紐西蘭奧克蘭總督府的合影獲得全球廣泛報導，這被視為促使威廉手中的嗡嗡蜂玩具成為紐西蘭文化標誌的主因。
其弟哈利王子於1984年9月出生。兩兄弟在倫敦的肯辛頓宮與格洛斯特郡的海格洛夫莊園長大。
威廉在家庭内的暱稱為「威爾斯」（Wills），其弟稱他「威利」（Willy），母親則叫他「袋熊」（Wombat）。戴安娜希望兒子們體驗王室生活以外的經歷，曾帶他們造訪迪士尼世界、麥當勞、愛滋病診所與無家者收容所。傳記作家羅伯特·萊西指出，威廉幼時「頑皮」和「任性」，就讀寄宿學校後性格轉為「內斂」且「明顯沉靜」。據報導，戴安娜稱威廉為「我的小智者」（my little wise old man），並在他十餘歲時開始將其視為傾訴對象。

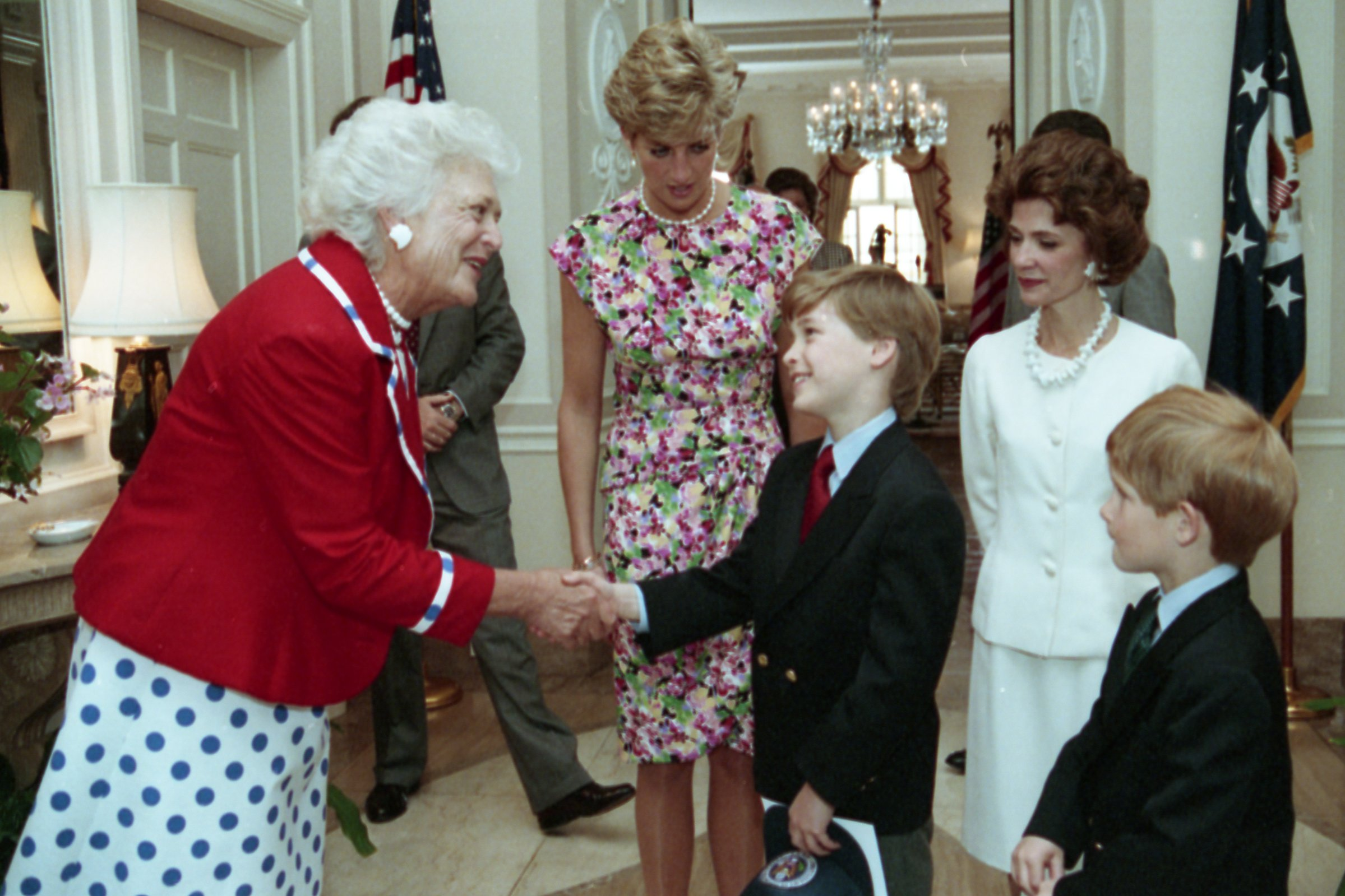
1991年與芭芭拉·布希握手，母親戴安娜與弟弟哈利在一旁。

1991年聖大衛日，威廉首次參與公開活動，隨父母訪問蘭達夫。他與哈利曾於1991年隨父母、1998年隨父親正式訪問加拿大。1996年，威廉父母離異。1997年8月31日凌晨，戴安娜於車禍中喪生。當時15歲的威廉與12歲的哈利隨父親居於巴爾莫勒爾城堡。次日早上，查理斯向兩子告知噩耗。威廉一度猶豫是否應在葬禮上隨母親靈柩步行。祖父菲臘親王對他說：「若不參與，日後恐將後悔。若我同行，你可願相伴？」葬禮當日，威廉與哈利隨父親、祖父及舅父史賓沙伯爵查爾斯，從肯辛頓宮護送靈柩至西敏寺。
母親去世後，威廉表示自己「多年處於震驚狀態」。兄弟倆在30歲時繼承了戴安娜留下的1,290萬英鎊遺產。2014年，兩人另繼承母親的婚紗、鑽石頭冠、珠寶、書信、畫作，以及艾爾頓·強在其葬禮演唱的〈風中之燭〉原版歌詞與樂譜。2002年《泰晤士報》報導，兄弟倆將在21歲時均分曾祖母設立的490萬英鎊信託基金，並於40歲時再各獲800萬英鎊。

## 求學經歷
威廉曾就讀於私立學校，最初在倫敦的預備小學威瑟比學校就讀。之後，他進入伯克郡沃金厄姆附近的拉德格羅夫學校，並在暑假期間由學者施達偉進行私人輔導。在拉德格羅夫期間，他參與了足球、游泳、籃球、飛碟射擊及越野跑等活動。其後，他入讀伊頓公學，並在普通教育高级程度证书課程中修讀地理、生物和藝術史，成績分別為A、C和B。威廉在伊頓期間擔任游泳隊及宿舍足球隊隊長，並參與了水球運動。
威廉入讀伊頓的決定打破了王室子女就讀高登斯頓學校的傳統（其父與祖父均曾就讀該校）。戴安娜的弟弟及父親均為伊頓校友。王室與小報媒體達成協議，允許威廉在不受干擾的情況下學習，以換取定期更新他的生活情況。新聞訴願委員會主席約翰·韋克漢姆表示：「威廉王子不是一個機構，也不是肥皂劇明星或足球英雄。他是一個男孩：在未來幾年，或許是他生命中最重要的階段，有時甚至是痛苦的，他將成長為一個男人。」在伊頓期間，他經常於週末前往附近的溫莎城堡與祖母共進茶敘，討論國家文件及憲法職責，以「為他未來成為國王做準備」。
1991年6月，威廉因被同學用高爾夫球桿意外擊中前額，被送往皇家伯克郡醫院。他的頭骨出現凹陷性骨折，隨後在大奧蒙德街醫院接受手術，留下永久疤痕。此事引發媒體廣泛關注。1999年，他因手指骨折接受了左手手術。從伊頓畢業後，威廉休了一年空檔年，期間參與了英國陸軍在伯利茲的訓練演習。作為雷利國際計劃的一部分，他在智利南部的托爾特爾鎮工作了十週，參與當地建設項目並教授英語，與其他年輕志願者同住並分擔家務。他對非洲文化的興趣促使他自學斯瓦希里語。
2001年，威廉入讀蘇格蘭的聖安德魯斯大學。與伊頓時期類似，媒體同意不侵犯他的隱私，學生亦被警告不得向媒體洩露消息。他最初主修藝術史，後改為地理學，並以印度洋羅德里格斯島的珊瑚礁為論文主題，於2005年以二級甲等榮譽成績獲得本科碩士學位。大學期間，他代表蘇格蘭國家大學水球隊參加了2004年凱爾特國家錦標賽。據報導，其他學生稱他為「史蒂夫」（Steve），以避免記者聽到並識破他的身份。

## 早期職責
21歲時，威廉被任命為國務顧問，並在2003年女王出席英聯邦政府首腦會議時，首次履行這一職責。2005年7月，他首次單獨執行海外公務，前往新西蘭參加第二次世界大戰紀念活動。據作家蒂娜·布朗所述，威廉像他的父親一樣，曾表達過成為澳洲總督的願望。2009年，女王為威廉和哈里設立了私人辦公室，並任命大衛·曼寧為他們的顧問。2010年1月，曼寧陪同威廉首次正式出訪，訪問了奧克蘭和威靈頓；威廉為新西蘭最高法院新大樓揭幕，並受到毛利人酋長的歡迎。此次訪問吸引了數千名民眾，公眾的反響與他母親1983年的訪問相媲美。2011年3月，威廉在2011年基督城地震後不久訪問了基督城，並代表祖母在海格利公園的追悼會上發言。他還前往澳洲，訪問了受洪水影響的昆士蘭和維多利亞州地區。
在進入桑德赫斯特皇家軍事學院之前，威廉在多家機構實習了三週，包括英格蘭銀行、倫敦證券交易所和勞合社。為準備未來管理康和公國，2014年，他進入劍橋大學聖約翰學院，攻讀由劍橋可持續領導力計劃開設的農業管理高級學位課程，其父親是該計劃的贊助人。2019年4月，肯辛頓宮宣布威廉已在軍情五處、軍情六處和政府通信總部完成了為期三週的實習，期間他負責監控極端伊斯蘭恐怖組織、識別海外潛在威脅，並觀察密碼破解技術。

## 軍事與空中救護服務

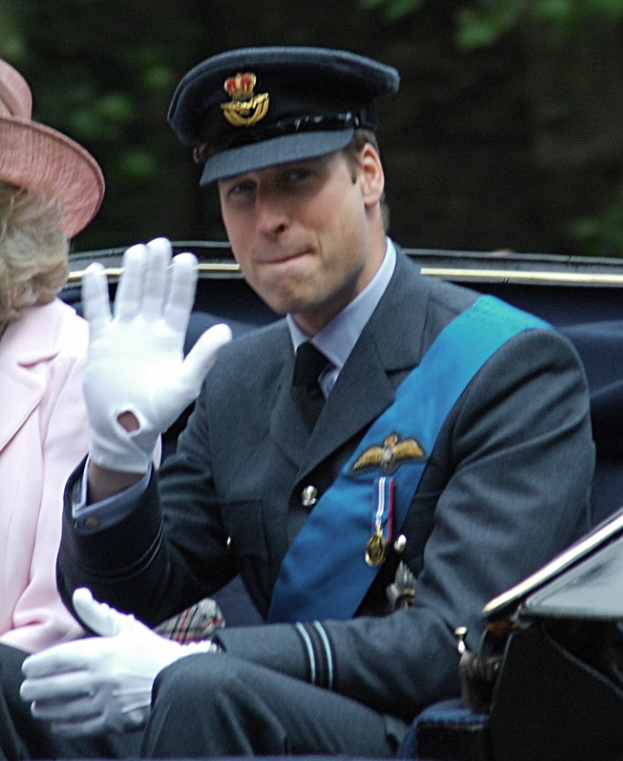
2010年，威廉在軍旗敬禮分列式身穿英國皇家空軍制服

決定投身軍旅後，威廉成功完成為期44週的軍官學員課程，並獲得了英國陸軍軍官委任後，於2006年1月進入桑德赫斯特皇家軍事學院。作為「威爾斯中尉」（以其父親當時的頭衔威爾斯親王命名），他追隨弟弟於同年12月加入皇家藍色騎兵團，擔任少尉，隨後在多塞特郡的博文頓營接受了五個月的崗位培訓。
儘管女王批准威廉上前線服役，但他作為當時的王位第二順位繼承人，其參戰機會仍存疑。英國國防部計劃派遣威廉前往伊拉克南部的消息洩露後，政府最終決定不派遣他，因為若他成為目標，將危及他本人及周圍人員的生命。威廉轉而在英國皇家海軍和英國皇家空軍接受訓練，分別獲得了海軍中尉和空軍上尉的委任，兩者均相當於陸軍中尉。完成訓練後，他在皇家空军克兰韋爾基地進行了空軍實習。
完成課程後，他的父親為他頒發了飛行員徽章，其父親本人亦在克蘭威爾受訓後獲得了同樣的徽章。在此次借調期間，威廉乘坐C-17運輸機飛往阿富汗，運回了士兵羅伯特·皮爾森（Robert Pearson）的遺體。隨後，威廉被借調至皇家海軍訓練。他隨後在不列顛尼亞皇家海軍學院完成了加速海軍軍官培訓課程。2008年7月，在鐵公爵號服役期間，威廉參與了在巴巴多斯東北大西洋緝獲價值4000萬英鎊毒品的行動。他是協助從快艇上緝獲900公斤可卡因的山貓直升機機組成員之一。

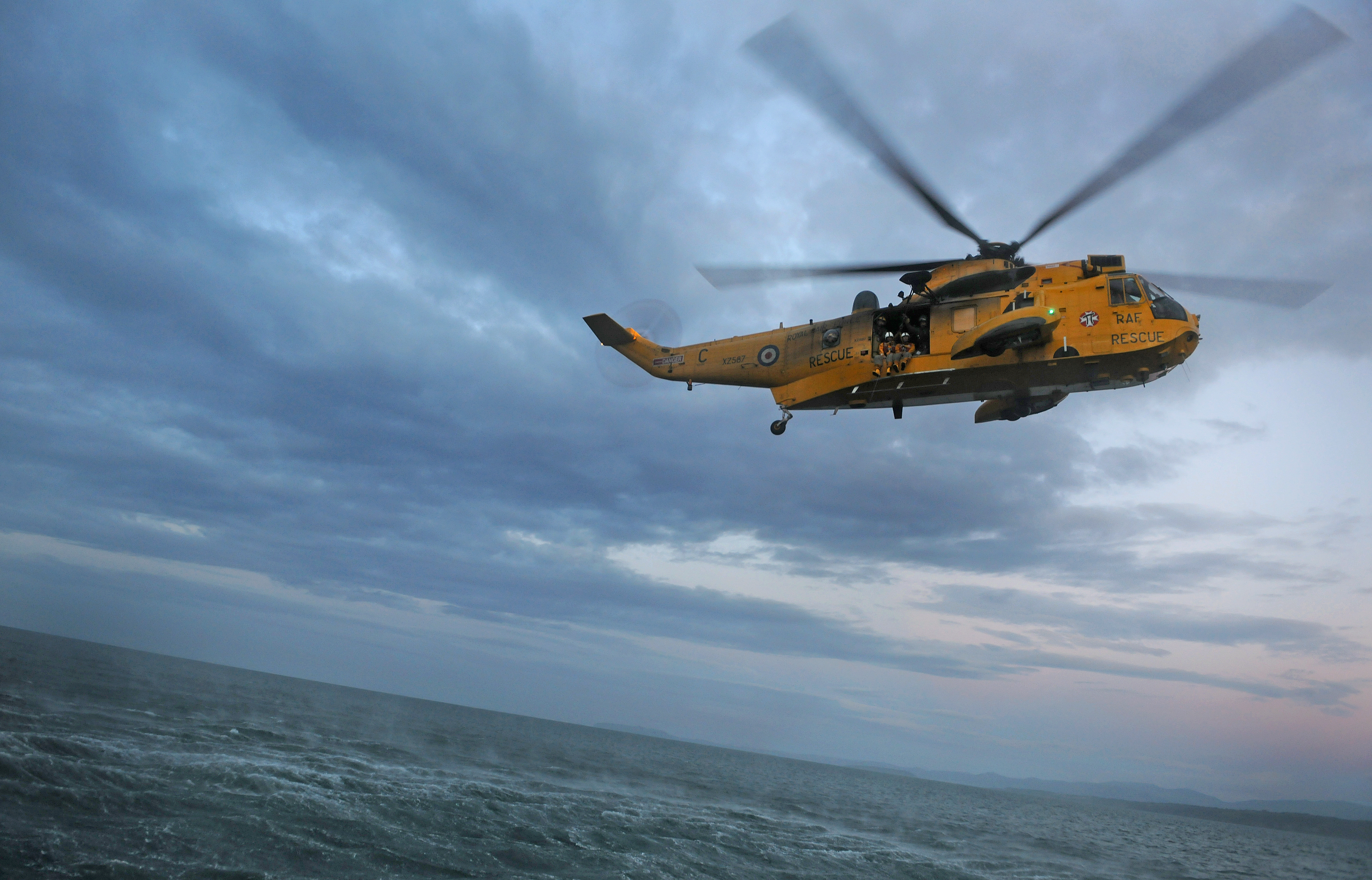
2010年駕駛韋斯特蘭海王直升機

2009年1月，威廉轉入皇家空軍並晉升為上尉。他接受了成為空軍搜救部隊直升機飛行員的培訓。作為2009年全軍種培訓的一部分，他在特別空勤團、特別海勤團和特種偵察團各待了六週。2010年1月，他從紹斯伯里皇家空軍基地的國防直升機飛行學校畢業。同月，他轉至安格爾西島的華利皇家空軍基地搜救訓練單位，接受海王搜救直升機培訓，並於2010年9月畢業。這使他成為自亨利七世以來首位居住在威爾斯的英國王室成員。
2010年10月，威廉作為皇家空軍海王直升機的副駕駛，首次執行救援任務，回應利物浦海岸警衛隊的緊急呼叫。2011年11月，他參與了一次在愛爾蘭海搜救遇險貨船的行動；作為副駕駛，威廉協助救出了兩名船員。2012年2月至3月，他被派往福克蘭群島，與第1564飛行隊進行了為期六週的部署。阿根廷政府譴責威廉在福克蘭戰爭爆發30週年之際部署至群島是「挑釁行為」。2012年6月，他獲得了擔任海王直升機機長的資格。他作為皇家空軍搜救飛行員的現役服務於2013年9月結束。他共執行了156次搜救行動，成功救出149人。後來，他成為不列顛空戰紀念飛行中隊的贊助人。
2015年7月，威廉開始全職擔任東英吉利空中救護隊的飛行員，駐紮在劍橋機場，他認為這是其先前搜救工作的自然延續。他將全額薪水捐贈給東英吉利空中救護隊。威廉開始此職務前，需取得民航飛行員執照並接受進一步培訓。他在諾里奇機場完成了部分培訓。威廉描述了自己不規律的輪班工作，並主要處理重症護理病例。他還談到了目睹嚴重創傷和喪親之痛對其心理健康和個人生活的影響。英國廣播公司寫道，威廉「以其他高級王室成員未曾有過、甚至可能永遠不會有的方式接觸了國民保健署。」
2017年7月，威廉辭去東英吉利空中救護隊的職務，開始全職履行王室職責。在2019年支持倫敦空中救護的週年活動後，他於2020年3月成為該機構的正式贊助人。2020年5月，他允許該機構在2019冠狀病毒病疫情期間使用肯辛頓宮的私人草坪加油。為紀念2020年空中救護週，他寫信感謝空中救護工作者，表達了對該群體的「深切敬意」，特別是在「極其艱難」的疫情期間。2023年2月，他成為威爾斯空中救護隊的贊助人。

## 個人生活

### 與凱瑟琳·密道頓的關係

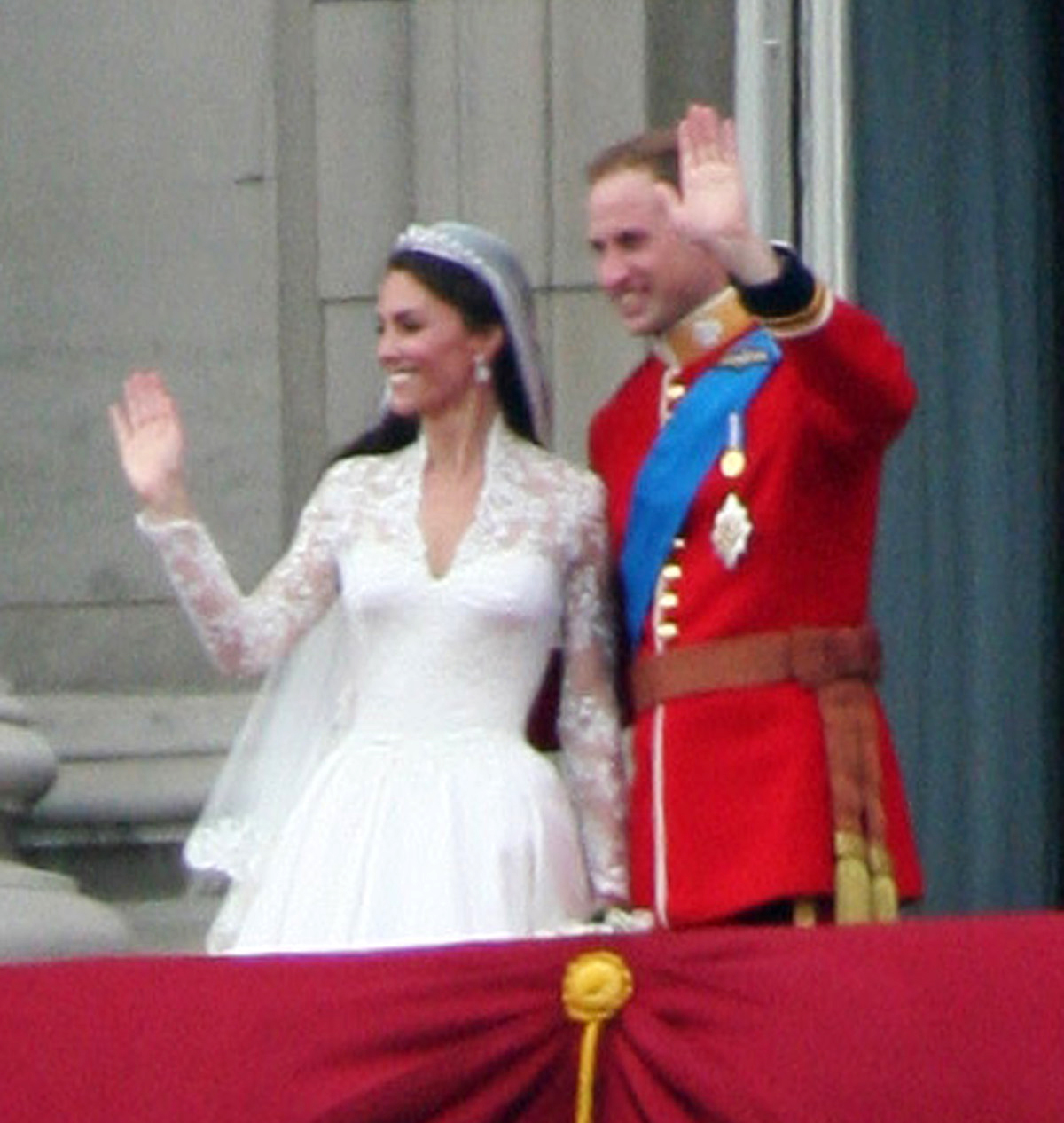
婚禮當日，威廉與凱瑟琳於白金漢宮陽台亮相。

2001年，威廉在聖安德魯大學就讀期間，入住聖薩爾瓦多宿舍，期間結識同學凱瑟琳·密道頓，兩人成為親密好友。據報導，2002年凱瑟琳在大學慈善時裝秀上穿著透視蕾絲裙亮相時，引起了威廉的注意。大二時，威廉與凱瑟琳及另外兩位朋友同住一間公寓。兩人於2003年開始交往。2003年至2005年間，他們與兩位室友一同居住在斯特拉西倫莊園的巴爾戈夫屋（Balgove House）。2004年，兩人曾短暫分手但很快復合。
這段戀情受到小報媒體緊密追蹤。媒體關注度過高，致使威廉要求媒體與凱瑟琳保持距離。2006年12月，凱瑟琳與家人出席威廉在桑德赫斯特皇家軍事學院的畢業閱兵儀式。2007年4月，傳出威廉與凱瑟琳分手的消息。三個月後，凱瑟琳與家人參加紀念戴安娜音樂會，隨後兩人被報導「重燃戀情」。2008年6月，她亦出席溫莎城堡的嘉德勳章授勳儀式，威廉在此儀式中獲授皇家嘉德騎士勳位。2010年6月，兩人搬入威爾斯安格爾西博多根莊園的小屋，並居住至2014年。

### 婚姻與子女

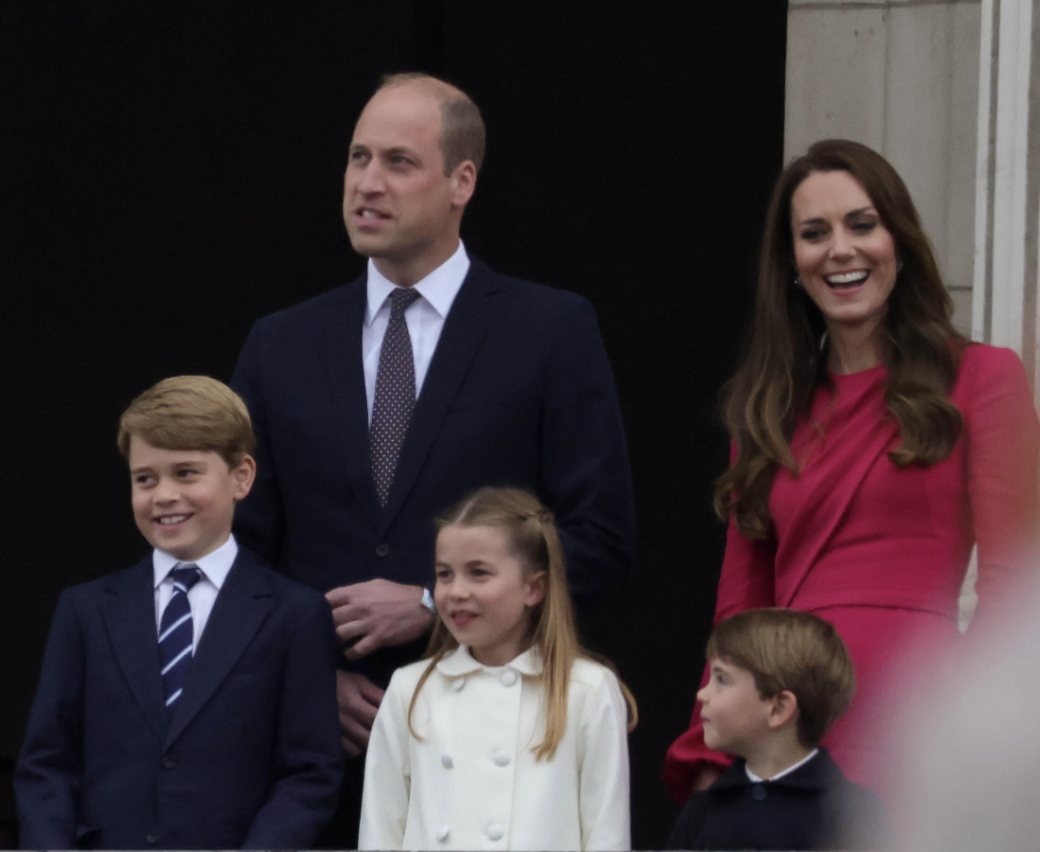
2022年與凱瑟琳及子女於伊利沙伯二世白金禧年慶典

2010年10月，威廉通過英國皇家空軍直升機搜救課程後，兩人前往肯亞勒瓦野生動物保護區慶祝，並在肯尼亚山的一家偏遠山區小屋訂婚。克拉倫斯宮於11月16日宣布訂婚消息。威廉將母親的訂婚戒贈予未婚妻。婚禮於2011年4月29日在西敏寺舉行。全球約3億觀眾觀看婚禮，僅英國即有2600萬人收看直播。2013年前，威廉與凱瑟琳以倫敦的諾丁罕別墅為家，其後耗資450萬英鎊整修的肯辛頓宮1A公寓完工，成為他們在倫敦的正式官邸。女王將桑德靈厄姆府內的鄉間別墅安默莊園贈予兩人作為結婚禮物，他們於2015年至2017年間居住於此。直至2022年，他們主要在肯辛頓宮居住，此後全家遷至溫莎的阿德萊德小屋。
2012年12月，王室宣佈凱瑟琳懷有第一胎。2013年7月22日，她入住倫敦聖瑪麗醫院林都院區，同日誕下喬治王子。2014年9月，王室宣布凱瑟琳懷上第二胎。2015年5月2日，她入住同一醫院並誕下夏洛特公主。2017年9月，王室宣布凱瑟琳第三度懷孕，她在2018年4月23日誕下路易王子。威廉與凱瑟琳飼養過兩隻英國可卡犬，分別名為盧波與奧拉。

## 劍橋公爵

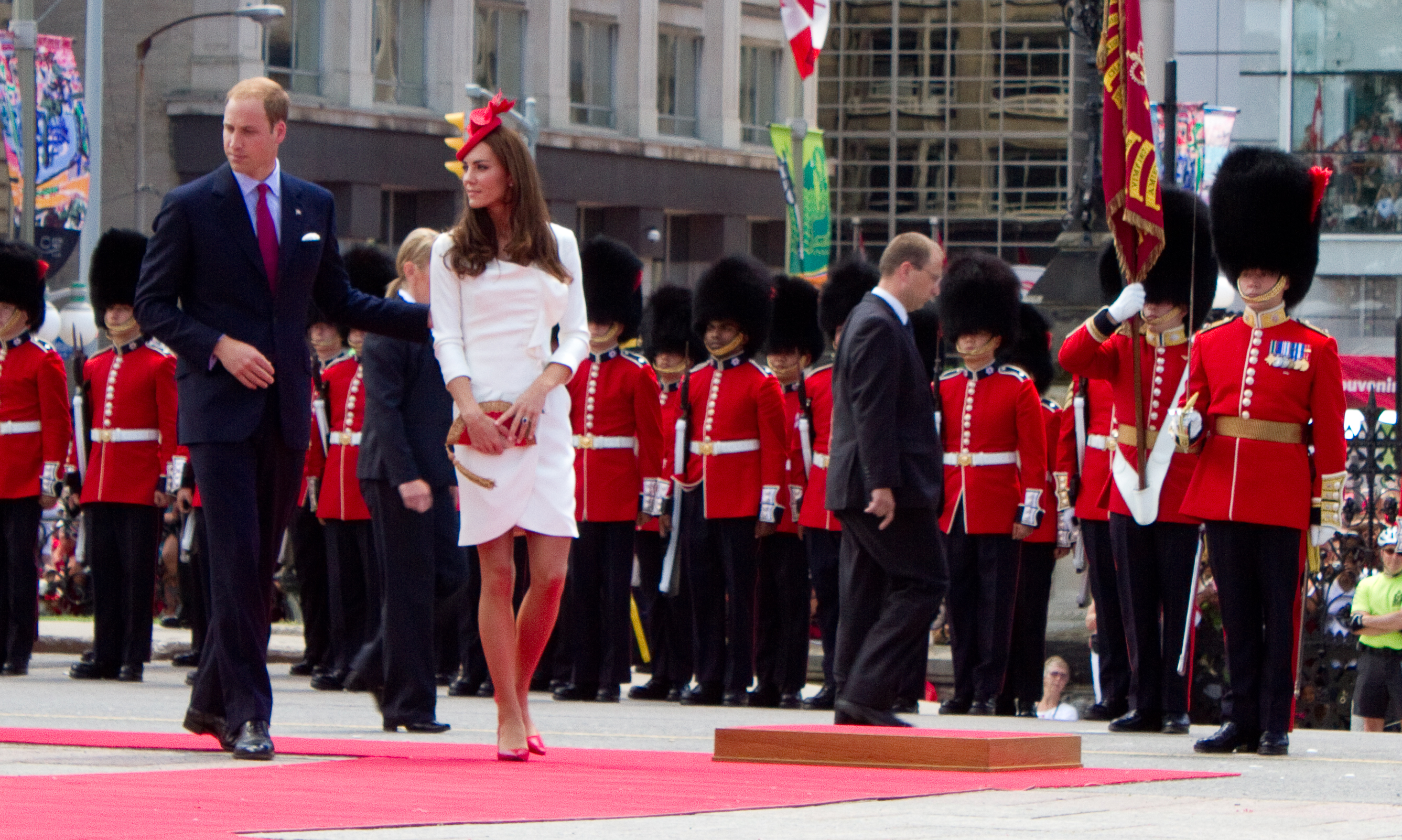
2011年加拿大日慶祝活動期間與凱瑟琳的合影，是他們首次在英國以外的正式訪問

威廉於2011年4月大婚當日獲封劍橋公爵、斯特拉森伯爵和卡里克弗格斯男爵。同年夏天，他與凱瑟琳展開2011年加拿大皇家訪問。尼古拉斯·維切爾為英國廣播公司新聞部撰文指出，這對夫婦的加拿大之行是「毫無疑問的成功」，他們從植樹到街頭冰球等活動中展現親和力，細膩的舉止提升了人氣，也鞏固了加拿大對君主制的正面觀感。兩人還擔任2012年夏季奧林匹克運動會倫敦賽事的宣傳大使，期間參與了多項賽事活動。
2013年9月，威廉與凱瑟琳訪問新加坡、馬來西亞、圖瓦盧和所羅門群島，作為伊利沙伯二世登基鑽禧紀念慶祝活動的一部分。同年10月，威廉首次於白金漢宮主持授勳儀式。2014年4月，他與凱瑟琳攜長子喬治展開紐西蘭與澳洲皇家訪問。同年8月，夫婦倆與哈里王子代表王室赴比利時參加第一次世界大戰紀念活動。12月，兩人訪問紐約與華盛頓特區，威廉於世界銀行發表演說，譴責野生動物非法貿易。
2015年和2016年，威廉王子多次訪問亞洲國家，包括日本、中國、不丹和印度。他是近三十年來首位訪問中國内地的王室成員，媒體稱威廉的外交手腕“靈巧”而“圓滑”。針對媒體指控他「懶於履行王室職責」，他堅決否認並強調自己對職責的承諾，特別是在父親角色和空中救護工作方面的投入。2017年，威廉與凱瑟琳出訪的國家包括法國、波蘭、德國和比利時。2018年1月，這對夫婦訪問了瑞典和挪威。這些訪問與其他行程一樣，是由英國外交部提出請求，旨在促進英歐關係，以應對英國脫歐後的局勢。2018年6月，威廉訪問了約旦、以色列和巴勒斯坦。

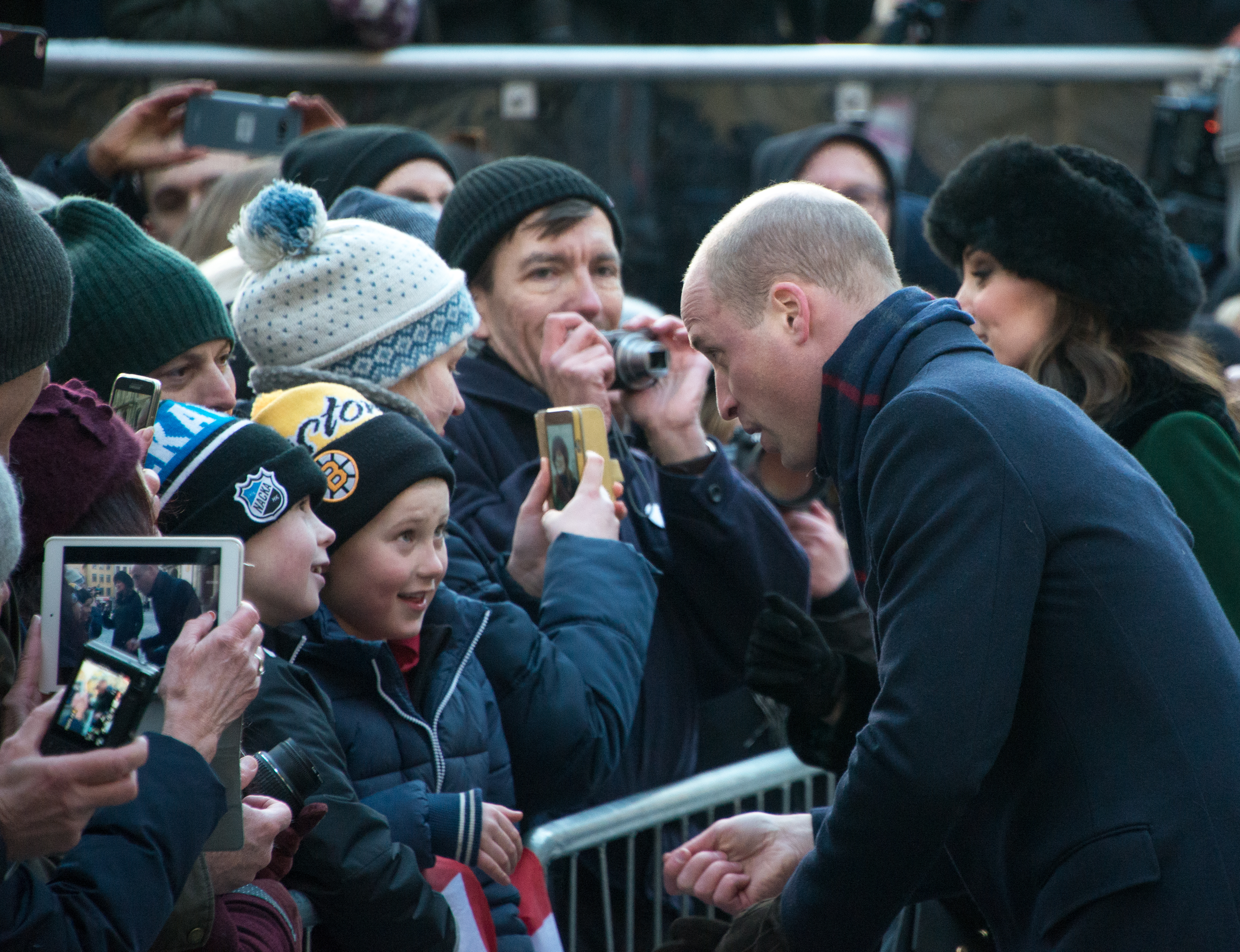
2018年，威廉與凱瑟琳訪問瑞典時向公眾致意

2019年10月，威廉與凱瑟琳訪問巴基斯坦，是王室13年來首次訪問該國。此行非常成功，不僅促進了與巴基斯坦的外交關係，也反映了兩人對氣候變遷和優質教育議題的關注。2020年12月，夫婦倆搭乘英國王室列車巡訪英格蘭、蘇格蘭和威爾斯，以「向2020年社區與慈善機構的卓越貢獻致敬」.鲍里斯·约翰逊對此表示支持，但蘇格蘭首席部長妮古拉·斯特金以防疫限制為由批評此行。不過，王室在規劃行程前已諮詢地方政府。
2021年5月，威廉以蘇格蘭教會總會高級專員身份與凱瑟琳訪問蘇格蘭。同年6月，兩人首度出席於康沃爾舉行的七大工業國組織會議。2022年3月，他們為慶祝伊利沙伯二世登基白金禧訪問了伯利茲、巴哈馬和牙買加。期間，奴隸制賠償成為民眾抗議的主要訴求。在倫敦「國家疾風紀念碑」揭幕儀式上，威廉將此行形容為「反思的契機」，並譴責疾風世代與英國少數族裔在2022年面臨的種族歧視。2022年5月，他首次以國務顧問身份出席國會開幕大典，其父查理斯代伊利沙伯二世宣讀《女王演說》。

## 威爾斯親王

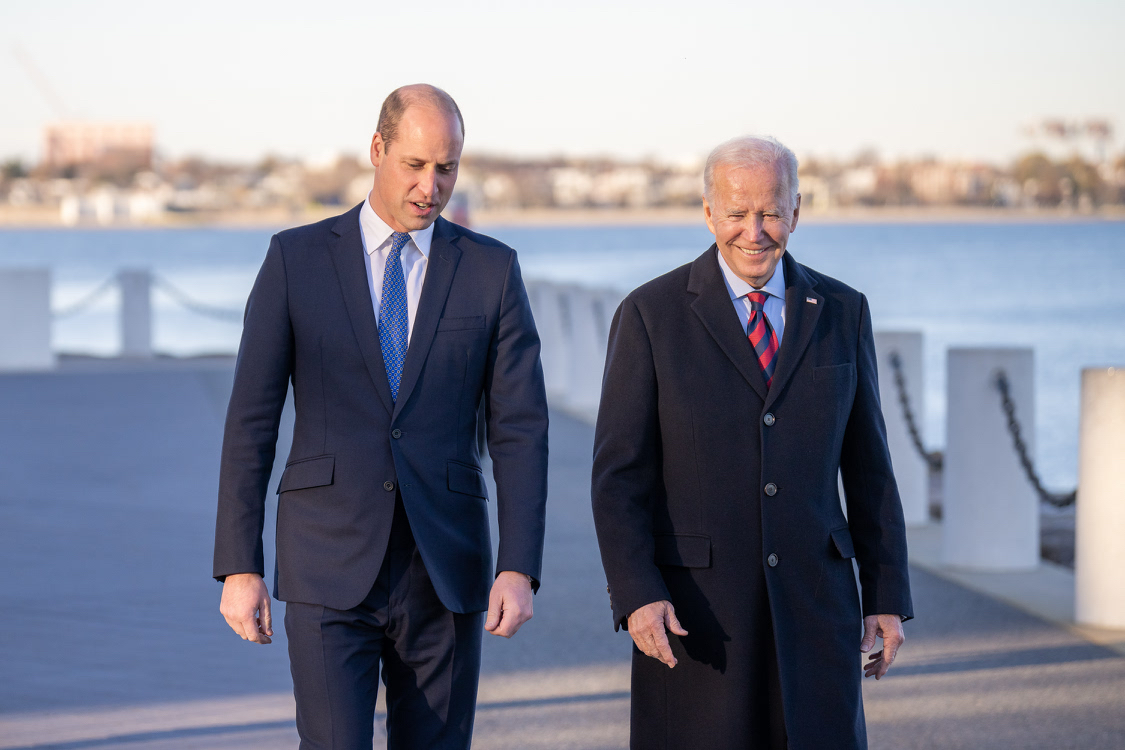
2022年12月，威廉與喬·拜登在波士頓會面

伊利沙伯二世於2022年9月8日逝世，威廉的父親繼位為查理斯三世。威廉作為現任王儲，於9月9日被其父親冊封為威爾斯親王。關於此頭銜的爭議在威爾斯引發公眾討論。截至9月17日，一份要求廢除該頭銜的請願書已獲得超過3萬個簽名，而輿觀的民調顯示，66%的受訪者支持威廉獲得該頭銜，22%表示反對。10月30日，威爾斯議會議長艾琳·瓊斯指出，授銜儀式並非憲法要求，並認為對當代的威爾斯無必要。肯辛頓宮亦表示授銜儀式「不在考慮範圍內」。作為英國君主長子，威廉繼承了康沃爾公國，為其帶來額外收入。該公國是成立於1337年、價值7.6億英鎊的實體，旨在為君主的長子提供私人收入。
2022年9月27日，威廉與凱瑟琳訪問安格爾西島和斯旺西，是他們成為威爾斯親王及王妃後的首次威爾斯之行。2023年2月，兩人訪問法爾茅斯，是他們成為康沃爾公爵及公爵夫人後首次到訪該地區。2023年3月，威廉單獨訪問波蘭，期間前往熱舒夫會見波蘭及英國軍隊與烏克蘭難民，並在華沙總統府與波蘭總統安傑伊·杜達會談。2023年10月，威廉與凱瑟琳譴責哈馬斯對以色列的襲擊。2024年2月，威廉訪問英國紅十字會總部，會見協助以色列—哈馬斯戰爭中的平民的援助人員，並發表政府批准的停戰呼籲。同月下旬，威廉因未公開的「個人事務」臨時取消出席其教父康斯坦丁二世的追悼儀式。2024年12月，威廉出席巴黎聖母院官方重開儀式，期間問候美國總統當選人特朗普，並與其舉行私人會晤討論英美關係。2025年4月，威廉代表查理斯三世出席教宗方濟各的葬禮。

## 慈善工作
威廉在1990年代中期陪同母親戴安娜和弟弟哈里探訪愛滋病患者的庇護所和診所時，首次認識到愛滋病的嚴重性。2005年1月，他與哈里在英國紅十字會的援助分發中心擔任志願者，為受南亞大海嘯影響的國家打包緊急物資。同年12月，威廉在威爾斯北部與英格蘭及威爾斯山地救援隊度過了兩週。2007年5月，他成為英格蘭及威爾斯山地救援隊的贊助人，並接任母親曾擔任的皇家馬斯登醫院主席一職。2025年1月，威廉與妻子凱瑟琳一起成為該醫院的皇家贊助人。
2007年7月，威廉與哈里籌辦了「紀念戴安娜音樂會」，以紀念母親，並為戴安娜、威廉和哈里支持的慈善機構籌款。2008年10月，兄弟倆參加了為期八天、全程1000英里的「非洲耐力賽」（Enduro Africa）摩托車騎行，穿越南非為Sentebale、聯合國兒童基金會和曼德拉兒童基金籌款。2010年，威廉成為“100 Women in Hedge Funds”慈善計劃的贊助人，任期至2012年。同年，他接替李察·艾登堡成為英國電影和電視藝術學院第五任主席。2011年3月，他與凱瑟琳設立了「威廉王子與哈里王子基金會」（The Foundation of Prince William and Prince Harry）的禮物基金，讓祝福者可以捐款給支持軍隊、兒童、老年人、藝術、體育和保育等的慈善機構，以替代禮物。該基金會現名為威爾斯親王與王妃皇家基金會（The Royal Foundation of The Prince and Princess of Wales）。

### 人道主義工作
2020年3月，威廉為國家緊急事務信託基金錄製影片，發起募款活動以支持2019冠狀病毒病疫情期間的慈善機構。2020年4月，他正式成為該組織的贊助人。 
2020年12月，威廉與凱瑟琳共同成為NHS慈善聯合會的贊助人。2021年2月，他訪問了金斯林的疫苗接種中心，並鼓勵民眾接種疫苗，駁斥可能導致疫苗猶豫的錯誤信息。2021年9月，有報導指出他在2021年塔利班攻勢期間，幫助一名在桑德赫斯特皇家軍事學院接受訓練的阿富汗軍官及其家人從喀布爾撤離。2022年3月俄羅斯入侵烏克蘭期間，威廉與凱瑟琳捐款援助難民。2023年2月，他們捐款給災害危機委員會，援助2023年土耳其-敘利亞地震的受害者。2023年7月，威廉成為「弗萊明」倡議的贊助人，推動全球應對抗生素抗藥性的行動。2024年7月，他與凱瑟琳捐款援助颶風貝里爾的災民。2025年1月，威廉成為護理人員學院的贊助人。

### 保育工作

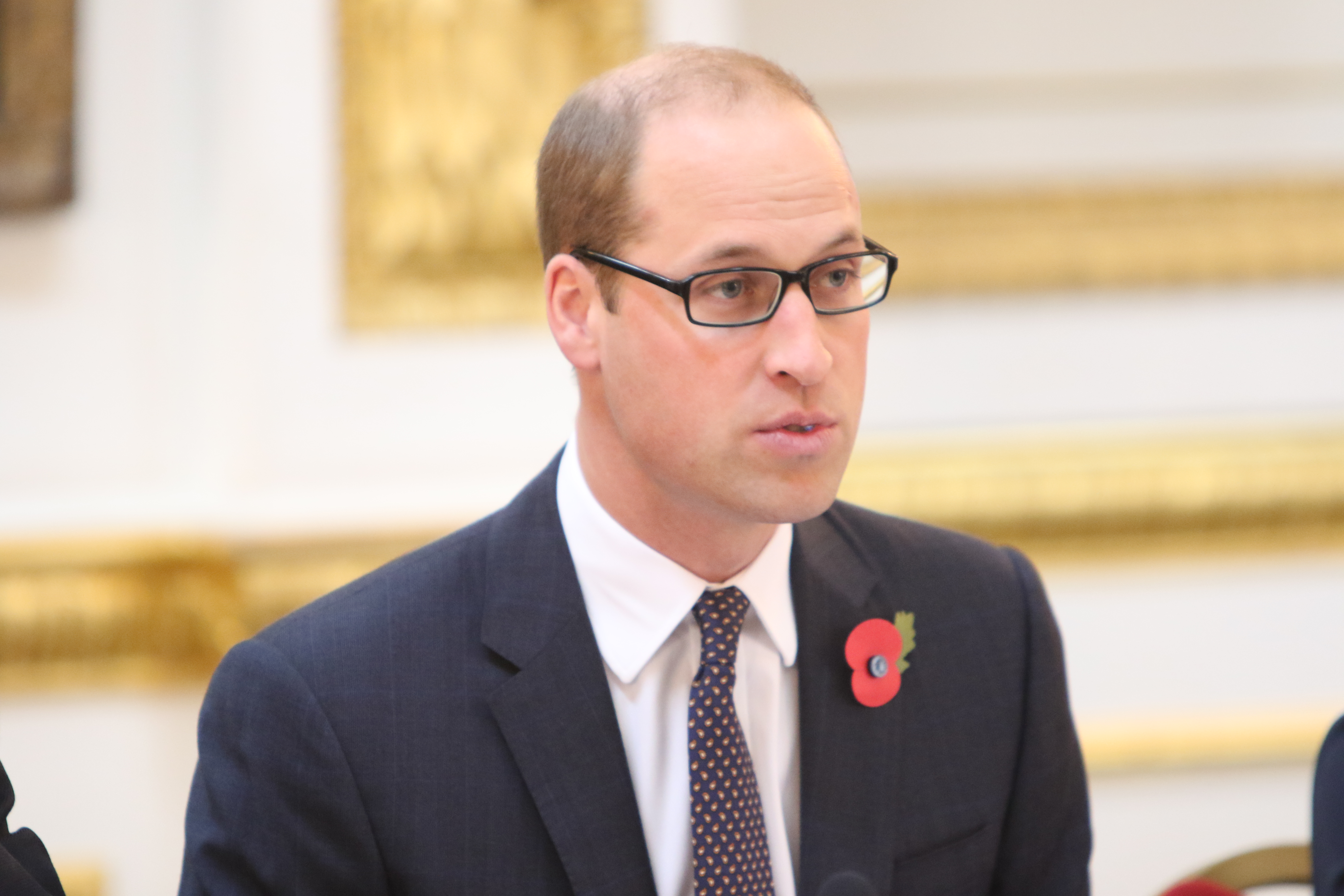
2017年，威廉參與於白金漢宮舉行的「聯合保護野生動物運輸工作組」會議

威廉於2005年12月成為致力於非洲野生動物保育及推動社區發展的象牙信託基金會的贊助人。2008年4月，他為該機構執行首項正式任務，啟動一場橫跨非洲大陸、全長8,000公里的慈善單車之旅。其後，威廉協助設立「象牙保育獎」，該獎項自2013年起每年頒發予傑出的環保倡議者。2010年6月，他與弟弟訪問博茨瓦納、萊索托和南非，參與野生動物、體育及兒童相關項目。2013年，他繼承祖父菲臘親王的職務，出任公共空間信托基金會主席，並於2024年轉任贊助人。2014年12月，他成立「聯合野生動物運輸工作小組」（United for Wildlife Transport Taskforce），以打擊全球非法野生動物貿易。2014年，珍·古德透露威廉曾表示應销毁王室收藏的所有象牙製品。威廉曾多次評論人口過剩對非洲野生動物的影響，但其言論因未考慮資源消耗與人口密度而遭媒體批評。
經過兩年籌備，威廉於2020年10月發起為地球奮鬥獎，計劃在十年內為環保解決方案提供資金與支持。其後，他為TED氣候行動倒數計時（TED Countdown climate change initiative）錄製首場TED演講，探討環境保護議題。同月，他從祖父母手中接任野生動植物保護國際與英國鳥類學信託基金會的贊助人職務。他亦於ITV紀錄片《威廉王子：一個屬於我們所有人的星球》（Prince William: A Planet For Us All）中探討環境議題。
2021年，威廉私下捐款予為殉職的野生動物保護區巡邏員家屬提供援助的。2022年7月，他譴責南非巡邏員安東·金巴遇害事件，要求將兇手「繩之於法」。同年8月，他公開支持美國法院對一名犀牛角與象牙走私者判處的刑期。早在2018年的「非法野生動物貿易會議」上，他便呼籲對盜獵者與走私者實施更嚴厲懲罰。

### LGBT權利
威廉作為其反對網絡欺凌工作的一部分，曾公開支持LGBT權利，強調「為自己的身份感到自豪」的重要性，並討論網絡虐待與歧視的影響。2016年，他登上《態度》7月號封面，成為首位出現在同性戀雜誌封面的皇室成員。2017年5月，他在英國LGBT大獎上獲得表彰。2023年6月，威廉在皇家沃克斯霍爾酒館主持了一場慶祝驕傲月的討論會，與心理健康慈善機構的志願者交流。

### 心理健康
自2009年起，威廉擔任為失去親人的兒童和家庭提供支持的英國兒童喪親協會（Child Bereavement UK）的贊助人。2016年，皇家基金會發起多項心理健康倡議，包括由威廉、凱瑟琳和哈利領導的「集思廣益」（Heads Together）運動，旨在消除心理健康的污名化。後續計劃包括2018年9月推出的「職場心理健康」（Mental Health at Work），旨在改變英國職場對心理健康的態度，以及2019年5月與英格蘭足球總會合作推出的，利用足球推動成年人心理健康的討論。同月，威廉與凱瑟琳、哈利及弟媳梅根共同推出英國首個24/7心理健康短信支援服務「Shout」。威廉後來在2019冠狀病毒病所引致的封城期間擔任該熱線志願者，通過短信提供支持。他將對心理健康的興趣歸因於其空中救護飛行員經歷、無家者與退伍軍人福利工作，以及妻子對戒癮的倡導。
2020年3月，威廉與凱瑟琳開始支持英國公共衛生機構在疫情期間的新心理健康倡議。2020年4月，兩人推出「我們的陣線」（Our Frontline）計劃，為緊急醫護人員提供心理健康支援。2020年9月，威廉成立「緊急救援人員高階領導委員會」（Emergency Responders Senior Leaders Board），委託基金會研究急救人員的心理健康，與倫敦國王學院及開放大學合作。2021年5月及2022年5月，威廉與凱瑟琳錄製「心理健康一分鐘」（Mental Health Minute）訊息，在全英電台播放，呼籲公眾關注孤獨人群。2022年10月世界心理健康日，兩人主持《Newsbeat》節目，與四位嘉賓討論心理健康議題。
2023年9月，威廉宣布與康沃爾公國合作成立兩個組織，為租戶提供心理健康服務。2023年10月心理健康日，他們與BBC廣播一台及慈善機構“The Mix”在伯明翰舉辦青年論壇《探索我們的情感世界》（Exploring our Emotional Worlds）。2024年5月，他宣布為提供三年資金，支持康沃爾公國農民的心理健康。2024年12月，威廉與凱瑟琳資助諾福克郡農村心理健康試點計劃。2025年3月，威廉成為贊助人。

### 無家者問題
2005年9月，威廉成為無家者慈善機構中心點的贊助人。2009年12月，他參與中心點活動，在黑衣修士橋附近露宿以關注青年無家者困境。2019年11月，他為該機構成立50周年開設新設施「學徒之家」（Apprenticeship House）。
2019年起，威廉接任The Passage贊助人，該機構是他1993年隨母親首次訪問的無家者中心。2020年10月，他為機構40周年籌款食譜撰寫序言，討論疫情期間支援無家者的重要性。2020年12月，他秘密在該機構協助準備緊急住宿物資包，並與無家者交流。2022年及2023年，他被發現在街頭販售無家者雜誌《大誌雜誌》。
2023年6月，威廉啟動籌備兩年的「歸家」（Homewards）計劃，目標「徹底終結英國無家者問題」。這項五年計劃在英國六地試行，由皇家基金會提供啟動資金，聯合私營機構與基層慈善團體，重點通過早期介入與住房優先策略解決問題。2024年2月，威廉與康沃爾慈善機構聖彼得羅奇斯（St Petrocs）合作，宣布在康沃爾公國土地南斯萊丹興建24間臨時住房。未來計劃還包括在法弗舍姆東南區建造逾400間社會住宅及475間可負擔住房。

### 體育

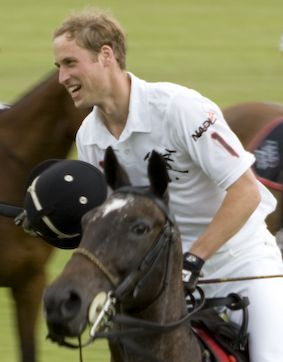
2007年，威廉在桑德赫斯特參加馬球比賽

威廉經常通過參加馬球比賽為慈善機構籌款。他是一名足球迷，並是阿士東維拉的支持者。他於2006年5月成為英格蘭足球總會主席，並於2007年2月成為威爾斯橄欖球聯盟的副皇家贊助人，僅次作為贊助人的女王。同年，威爾斯橄欖球聯盟對威廉王子盃的命名引發爭議，因為一些人認為以雷·格拉維爾命名更為合適。威廉分別於2016年和2024年成為威爾斯橄欖球聯盟和英格蘭足球總會的贊助人。
2010年12月，威廉與戴维·卡梅伦一同會見了國際足協副主席鄭夢準，鄭夢準提出了一項投票交易協議，以支持英格蘭主辦2018年世界盃。英格蘭代表團將此建議報告給國際足協，認為其違反了反勾結規則。2011年，作為英格蘭足總主席的威廉投票反對澳洲申辦2022年國際足協世界盃，轉而支持韓國，儘管他是澳洲未來的國王。2020年，他投票反對澳洲–新西蘭申辦2023年國際足協女子世界盃，轉而支持哥倫比亞。
2021年2月，在對馬古斯·拉舒福特遭受種族歧視的調查後，威廉以英格蘭足總主席的身份發表聲明，譴責「種族歧視……無論是在球場上、看台上還是在社交媒體上」是「可鄙的」，並表示「我們都有責任」創造一個寬容和問責的環境。2021年4月，威廉批評了計劃中的歐洲超級聯賽，並補充說他「與球迷一樣擔心擬議的超級聯賽及其對我們熱愛的運動可能造成的損害。」2021年7月，他譴責了英格蘭足球隊在2020年歐洲國家盃決賽失利後遭受的種族歧視。
2007年5月，威廉成為英格蘭學校游泳協會（English Schools' Swimming Association）的贊助人。2012年，威廉與妻子凱瑟琳和弟弟哈里在2012年奧運會後一同推出了「教練核心」（Coach Core）計劃，為希望從事專業教練職業的人提供學徒機會。2020年5月，他在英國廣播公司第一台的紀錄片《足球、威廉王子與我們的心理健康》（Football, Prince William and Our Mental Health）中亮相，鼓勵男性通過足球討論心理問題。
威廉和哈里都是摩托車愛好者；威廉擁有一輛杜卡迪1198。2014年5月，威廉跟隨父親和祖父的步伐，成為英國潛水協會的主席。他還於2018年1月在斯德哥爾摩參加了一場班迪球活動。
2022年11月，威廉因持有威爾斯親王頭銜卻與英格蘭足球代表隊有聯繫，受到威爾斯足球迷和威爾斯演員米高·辛的批評，尤其是在2022年國際足協世界盃前夕，他為英格蘭隊頒發球衣，而威爾斯和英格蘭被分在同一B組。威廉回應稱，他從小就支持英格蘭足球隊，但作為贊助人，他更樂意支持威爾斯橄欖球代表隊而非英格蘭。2023年8月，他因作為英格蘭足總主席未出席2023年國際足協女子世界盃決賽而受到部分媒體和社交媒體的批評。

## 公眾形象

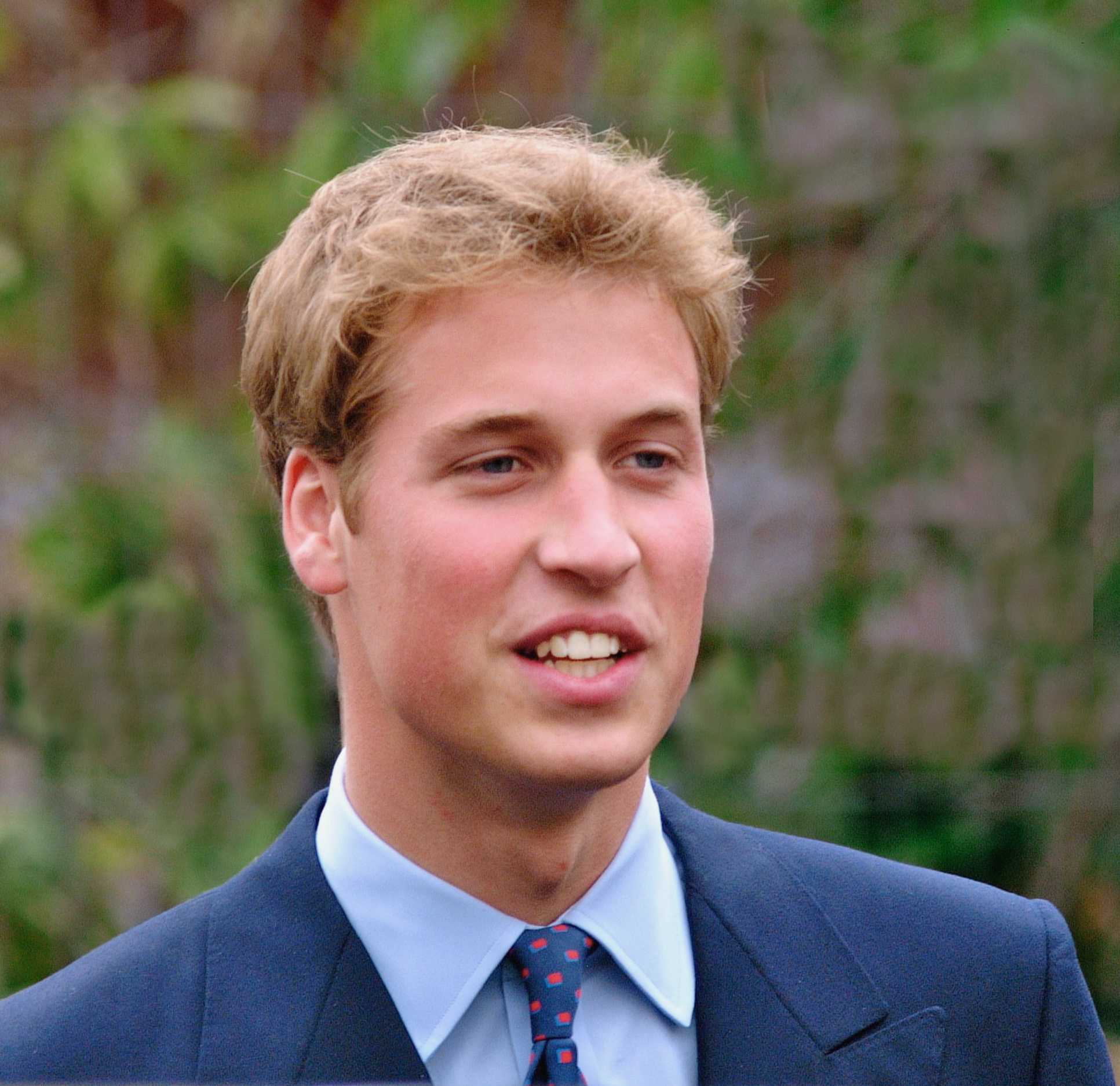
2009年的威廉

威廉自出生以來一直是英國王室最受歡迎的成員之一。由於自幼生活在公眾視線中，他在青年時期被視為「萬人迷」和理想的單身漢，與父親查理斯相似。《紐約時報》的露絲·拉·費拉（Ruth La Ferla）將威廉「優雅」且「彬彬有禮」的魅力與莱昂纳多·迪卡普里奥的「壞男孩」形象進行對比。婚後，威廉的公眾形象轉向更「穩重」和父親般的氣質，並「融入穩定的家庭生活」。
安妮·麥克爾沃伊形容威廉的公眾形象為「親和力」與「強硬一面」的結合，並繼承了母親戴安娜「獨特的風格」。他的王室職責多聚焦於「重大項目」，而非「儀式性活動」。在2016年的一次訪談中，威廉表示其目標是讓王室在未來20年保持影響力。《泰晤士報》將威廉與凱瑟琳的緊密合作關係描述為「絕佳搭檔」，兩人皆重視平凡生活、隱私與掌控力。
2011年，《時代雜誌》將他與新婚妻子凱瑟琳列為時代百大人物之一。2023年8月，蓋洛普的一項調查顯示，威廉是美國最受歡迎的公眾人物，該調查詢問了民眾對15位知名人士的看法。輿觀在2022年12月和2023年9月的調查中均將他評為最受歡迎的王室成員，2024年4月則位列第二。2024年12月，《每日電訊報》將威廉列入其年度最佳著裝名人榜。2025年5月，他與凱瑟琳共同入選首屆《時代》百大慈善家榜單。

## 隱私與媒體
1997年威爾斯王妃戴安娜之死在狗仔隊追逐下發生，這事件塑造了凱瑟琳和威廉對媒體的謹慎態度。他們經常在非公務期間要求隱私。
2005年，威廉與ITV記者湯姆·布拉德比交談後，推測他們的語音信箱可能遭入侵。時任副助理警察總長彼得·克拉克主導的調查顯示，遭入侵的語音信箱屬於威廉的助手，包括傑米·洛瑟-平克頓，而非威廉本人。然而，克萊夫·古德曼後來自承曾入侵威廉的電話多達35次。2003至2007年擔任《世界新聞報》編輯的安迪·庫爾森向威廉及其弟弟為侵犯隱私道歉，並為古德曼的行為承擔「最終責任」。威廉後於2020年對《世界新聞報》及《太陽報》的出版商英國新聞集團提起訴訟，最終達成庭外和解。他與哈利最初透過共同律師提起私人訴訟，但哈利後續改聘新律師單獨進行。
2007年1月，適逢嘉芙蓮25歲生日，媒體關注度攀升，威廉發表公開聲明稱「此情況令所有相關人士難以忍受」。同年10月，威廉透過新聞秘書譴責攝影師以「摩托車、汽車及徒步」方式「激烈追逐」他與嘉芙蓮離開倫敦夜店後駕車離去的行為。事後，《每日郵報》、《每日鏡報》與《每日快報》均未採用狗仔照片，但《太陽報》刊登了車輛駛離前的影像。此聲明促使英國報業投訴委員會警告編輯不得發布騷擾取得的照片。2009年4月，威廉的律師團隊獲《每日星報》道歉，因該報不實報導他於飛行訓練中「毀損」一架價值200萬美元的飛機。
2012年9月，法國版《Closer》與意大利雜誌《Chi》刊登凱瑟琳在奧泰特城堡日光浴的裸露照片。威廉夫婦向楠泰爾法院提起刑事告訴與民事訴訟。法院頒布禁令禁止進一步發布，並啟動刑事調查。2017年，《Closer》被判罰10萬歐元，其編輯與所有者各罰4.5萬歐元。
2014年10月，凱瑟琳與威廉對一名自由攝影師發出法律警告，指控其「騷擾跟蹤」兒子喬治與保母。2015年8月，肯辛頓宮發布公開信，批評媒體拍攝喬治與夏洛特的「危險」行徑。
2016年11月，威廉發表聲明支持哈利及其女友梅根·馬克爾對媒體侵擾的投訴。2018年11月訪問英國廣播公司倫敦總部時，威廉批評社交媒體公司未遏止不實資訊，助長社會問題。
2022年6月，攝影師泰瑞·哈里斯（Terry Harris）在其YouTube頻道發布一段三分鐘影片，記錄2021年1月威廉在安默堡附近與其對峙的過程，當時哈里斯試圖拍攝威廉家庭騎車畫面。肯辛頓宮譴責該影片侵犯隱私，要求公開平台下架。

## 頭銜、稱號與榮譽

### 頭銜與稱號
威廉自出生起即為英國王子，被稱為「威爾斯的威廉王子」，直至2011年4月。其祖母伊利沙伯二世在他婚禮當日授予他劍橋公爵、斯特拉森伯爵與卡里克弗格斯男爵頭銜。授予這些頭銜的英王制誥於當年5月26日頒布。
作為君主長子，威廉在其父2022年9月8日繼位後，自動成為康和公爵、羅撒西公爵、卡里克伯爵、倫弗魯男爵、群島領主及蘇格蘭王子與大管家。在9月8日至9日期間，威廉的稱號為「康和與劍橋公爵殿下」。9月9日，查理斯三世宣布授予威廉威爾斯親王頭銜，為英國君主繼承人的傳統稱號。此後威廉被稱為「威爾斯親王殿下」，但在蘇格蘭則改稱「羅撒西公爵殿下」。正式授予此頭銜及切斯特伯爵的制誥書於2023年2月13日頒布。

### 榮譽
威廉身兼以下榮譽：  
- 最尊貴的嘉德勳章皇家騎士[294]
- 最古老與最高貴的薊花勳章特級騎士[295]
- 至尊巴斯勳章大主管[296]
- 英國樞密院成員[297]
- 君主的私人副官（英语：Personal aide-de-camp）[298]

## 先祖
威廉的祖先具有王室和貴族血統。根據父系血統，他是溫莎王朝的成員，同時也是歐洲最古老王室之一奥尔登堡王朝（格呂克斯堡王朝的旁系分支）的後裔。
通過他的母親，威廉擁有森德蘭伯爵（現亦擁有馬爾博羅公爵爵位）的史賓沙家族旁系分支——史賓沙伯爵的血統，並通過外祖父擁有費莫伊男爵的血統。他也是兩位查理二世的私生子——第一代葛拉夫頓公爵亨利·斐茲洛伊和第一代里奇蒙公爵查爾斯·倫諾克斯的後代。若威廉成為國王，他將是自1714年安妮女王去世以來，第一位無可爭議地傳承自查理一世的君主，也是第一位傳承自查理二世的君主。
威廉的其中一位母系祖先是伊麗莎·基瓦克（Eliza Kewark）。在當代文獻中，她被描述為「一名深色皮膚的本地女性」或「來自孟買的亞美尼亞女性」。系譜學家威廉·亞當斯·雷特維森推測基瓦克是亞美尼亞人。2013年6月，有報導稱對威廉兩位遠房母系表親進行的基因譜系測試證實基瓦克的母系具有印度血統。
以下為威廉的三代祖先：
|  |                                           |  |  |  |  |  |  |  |  |  |  |  |  |  |  |  |
|  | 曾祖父：希臘和丹麥的安德烈亞斯王子        |  |  |  |  |  |  |  |  |  |  |  |  |  |  |  |
|  |                                           |  |  |  |  |  |  |  |  |  |  |  |  |  |  |  |
|  |                                           |  |  |  |  |  |  |  |  |  |  |  |  |  |  |  |
|  | 祖父：希臘和丹麥的菲臘王子                |  |  |  |  |  |  |  |  |  |  |  |  |  |  |  |
|  |                                           |  |  |  |  |  |  |  |  |  |  |  |  |  |  |  |
|  |                                           |  |  |  |  |  |  |  |  |  |  |  |  |  |  |  |
|  | 曾祖母：巴滕貝格的愛麗絲公主              |  |  |  |  |  |  |  |  |  |  |  |  |  |  |  |
|  |                                           |  |  |  |  |  |  |  |  |  |  |  |  |  |  |  |
|  |                                           |  |  |  |  |  |  |  |  |  |  |  |  |  |  |  |
|  | 父：英國國王查尔斯三世                    |  |  |  |  |  |  |  |  |  |  |  |  |  |  |  |
|  |                                           |  |  |  |  |  |  |  |  |  |  |  |  |  |  |  |
|  |                                           |  |  |  |  |  |  |  |  |  |  |  |  |  |  |  |
|  | 外曾祖父：英国国王乔治六世                |  |  |  |  |  |  |  |  |  |  |  |  |  |  |  |
|  |                                           |  |  |  |  |  |  |  |  |  |  |  |  |  |  |  |
|  |                                           |  |  |  |  |  |  |  |  |  |  |  |  |  |  |  |
|  | 祖母：英国女王伊丽莎白二世                |  |  |  |  |  |  |  |  |  |  |  |  |  |  |  |
|  |                                           |  |  |  |  |  |  |  |  |  |  |  |  |  |  |  |
|  |                                           |  |  |  |  |  |  |  |  |  |  |  |  |  |  |  |
|  | 外曾祖母：伊丽莎白·鲍斯-莱昂女爵          |  |  |  |  |  |  |  |  |  |  |  |  |  |  |  |
|  |                                           |  |  |  |  |  |  |  |  |  |  |  |  |  |  |  |
|  |                                           |  |  |  |  |  |  |  |  |  |  |  |  |  |  |  |
|  | 威爾士亲王威廉                            |  |  |  |  |  |  |  |  |  |  |  |  |  |  |  |
|  |                                           |  |  |  |  |  |  |  |  |  |  |  |  |  |  |  |
|  |                                           |  |  |  |  |  |  |  |  |  |  |  |  |  |  |  |
|  | 外曾祖父：第七代史賓沙伯爵阿爾伯特·史賓沙 |  |  |  |  |  |  |  |  |  |  |  |  |  |  |  |
|  |                                           |  |  |  |  |  |  |  |  |  |  |  |  |  |  |  |
|  |                                           |  |  |  |  |  |  |  |  |  |  |  |  |  |  |  |
|  | 外祖父：第八代史賓沙伯爵約翰·史賓沙       |  |  |  |  |  |  |  |  |  |  |  |  |  |  |  |
|  |                                           |  |  |  |  |  |  |  |  |  |  |  |  |  |  |  |
|  |                                           |  |  |  |  |  |  |  |  |  |  |  |  |  |  |  |
|  | 外曾祖母：欣希雅·漢密爾頓女爵             |  |  |  |  |  |  |  |  |  |  |  |  |  |  |  |
|  |                                           |  |  |  |  |  |  |  |  |  |  |  |  |  |  |  |
|  |                                           |  |  |  |  |  |  |  |  |  |  |  |  |  |  |  |
|  | 母：戴安娜·史賓沙女爵                     |  |  |  |  |  |  |  |  |  |  |  |  |  |  |  |
|  |                                           |  |  |  |  |  |  |  |  |  |  |  |  |  |  |  |
|  |                                           |  |  |  |  |  |  |  |  |  |  |  |  |  |  |  |
|  | 外曾祖父：第四代弗莫伊男爵莫里斯·罗什     |  |  |  |  |  |  |  |  |  |  |  |  |  |  |  |
|  |                                           |  |  |  |  |  |  |  |  |  |  |  |  |  |  |  |
|  |                                           |  |  |  |  |  |  |  |  |  |  |  |  |  |  |  |
|  | 外祖母：尊敬的法蘭西絲·羅什               |  |  |  |  |  |  |  |  |  |  |  |  |  |  |  |
|  |                                           |  |  |  |  |  |  |  |  |  |  |  |  |  |  |  |
|  |                                           |  |  |  |  |  |  |  |  |  |  |  |  |  |  |  |
|  | 外曾祖母：露丝·西尔维娅·吉尔              |  |  |  |  |  |  |  |  |  |  |  |  |  |  |  |
|  |                                           |  |  |  |  |  |  |  |  |  |  |  |  |  |  |  |
|  |                                           |  |  |  |  |  |  |  |  |  |  |  |  |  |  |  |

## 延伸閲讀
- Campbell, Alastair. . GQ. 2017-05-29.
- Hedges, Mark. . Country Life. 2018-11-21.
- Jobson, Robert. . John Blake Publishing. 2010. ISBN 978-1-84454-736-4.
- Lacey, Robert. . William Collins. 2020. ISBN 978-0008408527.
- Morton, Andrew. . St. Martin's Press. 2011. ISBN 978-0-312-64340-9.
- Junor, Penny. . Pegasus. 2013. ISBN 978-1-60598-442-1.
- Graham, Tim; Archer, Peter. . Simon & Schuster. 2003. ISBN 978-0-74-324857-0.
- Junor, Penny. . Hodder Paperbacks. 2013. ISBN 978-1-44-472041-9.